# جانيت أبو الغد
جانيت ليبمان أبو الغد (3 أغسطس 1928 - 14 ديسمبر 2013) هي عالمة اجتماع أمريكية قدمت مساهمات كبيرة في نظرية النظم العالمية، وعلم الاجتماع الحضري. 